# Reutibach
Der Reutibach ist ein Bach des Alpenvorlandes im Landkreis Biberach und im Alb-Donau-Kreis. Er gehört zum Flusssystem der Donau und fließt anfangs in einem südwärts ausholenden Bogen nach Osten, dann lange nach Nordosten und mündet von links kurz vor Unterstadion in den Stehenbach.

## Geographie

### Verlauf
Der Reutibachs entsteht wenig östlich des Ortsteils Offingen von Uttenweiler. Er fließt etwa das erste Drittel seines Laufes ostwärts bis nach Uttenweiler, wo er sich auf beständigen Nordostlauf wendet. Nachdem er dessen Ortsteil Sauggart durchquert hat, wechselt er in den Alb-Donau-Kreis und passiert das einzige Dorf der kleinen Gemeinde Grundsheim am rechten Ufer. Dann betritt er das Gemeindegebiet von Oberstadion und durchfließt dessen Ortsteil Rettighofen, um schließlich entlang der Gemeindegrenze zu Unterstadion nördlich von Oberstadion von links in den Stehenbach zu münden, der hier nach seinem weniger langen vorigen linken Zufluss Mühlhauser Bach auch Mühlhauser Bach genannt wird.

### Einzugsgebiet
Der Reutibachs hat ein 28,0 km² großes Einzugsgebiet von 28,0 km² Größe, das naturräumlich gesehen im Alpenvorland liegt, mit dem oberen und mittleren Gebietsanteil im Unterraum Donau-Ablach-Platten, mündungsnah ab etwas vor Grundsheim im Unterraum Hügelland der unteren Riß. Der höchste Punkt an der Westspitze am Ostfuß des Bussens (766,5 m ü. NHN) wenig nördlich von Uttenweiler-Offingen erreicht 693 m ü. NHN.
Jenseits des Bussens grenzt nur kurz Einzugsgebiet des untersten linken Zuflusses Tobelbach zum Donau-Zufluss Stehenbach an, hinter der übrigen langen nordwestlichen Wasserscheide bis fast zur Mündung entwässert der weniger weit abwärts den Stehenbach erreichende Mühlbach. Auf der anderen Seite von der Mündung aufwärts im Südwesten fließt der Mühlhauser etwas oberhalb des Reutibachs zum Stehenbach.
Die übrigen Wasserscheidenabschnitte im Süden und Südwesten sind hydrologisch etwas bedeutsamer, weil dahinter die Kanzach den Abfluss noch oberhalb des Stehenbachs zur Donau führt, das auf einem Teilabschnitt noch vor der Kanzach die Miesach erreicht.

### Zuflüsse und Seen
Hierarchische Liste der Zuflüsse und  Seen von der Quelle zur Mündung. Gewässerlänge, Seefläche, Einzugsgebiet und Höhe nach den entsprechenden Layern auf der Onlinekarte der LUBW. Andere Quellen für die Angaben sind vermerkt.
Ursprung des Reutibachs auf etwa 638 m ü. NHN südöstlich von Uttenweiler-Offingen.
- Galgenberggraben, von links und Norden gegenüber der B 312 und kurz vor der Quelle Badbrunnen am linken Hang, 1,5 km
- Riedgraben, von links und Südsüdosten nach Unterqueren der B 312, 0,9 km. Entwässert das Bischmannshauser Moor nordwärts.
- Röthebach, von links und Westen, 0,4 km. Begleitgraben.
- Kügelegraben, von rechts und Süden in Uttenweiler, 2,8 km. Entwässert das Anmoor Kügele bei Uttenweiler-Minderreuti
  -  Durchfließt den auch Äußerer Weiher genannten Uttenweiler Badeweiher
  -  Durchfließt im Ortsbereich den Inneren Weiher.
- Weiherbach, von rechts und insgesamt Westsüdwesten in Ittenweiler-Sauggart, 3,5 km.
  - Riedteilegraben, von links vor dem nordöstlichen Siedlungsrand von Uttenweiler, 0,8 km
  -  Durchfließt und entwässert einige Weiher am Mittellauf.
- Sulzbach, von rechts und Südwesten in Grundsheim, 4,9 km. Entsteht bei Uttenweiler-Dettenberg.
  - Pfaffenstockgraben, von rechts und Ostsüdosten in Grundsheim, 0,8 km
    - Häldelegraben, von links und Südosten vor Grundsheim, 0,2 km

  - Falbegraben, von rechts und Ostnordosten in Grundsheim, 1,0 km

Mündung des Reutibach von links und Südwesten auf etwa 507 m ü. NHN an der Nordspitze des Gemeindegebietes von Unterstadion und kurz vor Oberstadion in den mittleren Stehenbach. Der Reutibach ist 13,2 km lang und hat ein 28,0 km² großes Einzugsgebiet.

### LUBW
Amtliche Online-Gewässerkarte mit passendem Ausschnitt und den hier benutzten Layern: Lauf und Einzugsgebiet des Reutibachs

Allgemeiner Einstieg ohne Voreinstellungen und Layer: Daten- und Kartendienst der Landesanstalt für Umwelt Baden-Württemberg (LUBW) (Hinweise)
1. 1 2  Höhe nach schwarzer Beschriftung auf dem Hintergrundlayer Topographische Karte.
2. 1 2  Höhe nach dem Höhenlinienbild auf dem Hintergrundlayer Topographische Karte.
3. ↑  Länge nach dem Layer Gewässernetz (AWGN).
4. ↑  Seefläche nach dem Layer Stehende Gewässer.
5. ↑  Einzugsgebiet nach dem Layer Basiseinzugsgebiet (AWGN).

### Andere Belege
1. 1 2 3 4  Daten- und Kartendienst der Landesanstalt für Umwelt Baden-Württemberg (LUBW) (Hinweise)
2. ↑  Hans Graul: Geographische Landesaufnahme: Die naturräumlichen Einheiten auf Blatt 179 Ulm. Bundesanstalt für Landeskunde, Bad Godesberg 1952. → Online-Karte (PDF; 4,3 MB)